# 實錄院
實錄院，宋朝中央官修史书编修机构之一，修撰皇帝实录的机构。
实录编修始于南朝人周兴嗣所修《梁皇帝实录》。其本义为其文直、其事核、不虚美、不隐恶的信史，至唐宋已演变成为一种史体。宋初于门下省置编修院，以掌国史、实录及日历。元丰四年（1081年），废编修院归史馆。绍兴九年（1139年），以修徽宗实录，始置实录院，设提举一人，以宰相兼任，称提举实录院；修撰、同修撰、检讨无定员，检讨以秘书省官或他官兼任。事毕则停，与国史院同样废置不常。